# ソフトコム
株式会社ソフトコム（英: Softcomm Co.,Ltd.）は、札幌市中央区に本社を置く、SI（システムインテグレーション）サービスを提供する日本の企業である。

## 所在地
本社所在地
- 札幌市中央区北1条西3丁目3番地

東京事務所
- 東京都港区赤坂2丁目15番16号

## 特色
大型汎用コンピュータ（メインフレーム）やオープンシステムといった幅広いプラットフォームで、難度の高い大規模なシステム構築を数多く経験している。特に設立当初からJava技術の研究開発や自社製品の商品化、業務アプリケーションシステムへの活用に取り組み、Java技術をベースとしたWebシステム構築や金融系システム、対外通信系システム、業務系基幹システムの設計・開発・運用・保守、有資格者によるコンサルティングサービスやプロジェクト・マネジメント等幅広い事業を展開している。また、ニアショア開発におけるパイオニア的な存在として実績を積み重ねている。

## 沿革
- 1997年（平成9年）3月 - 札幌市中央区に株式会社ソフトサーブ創立
- 1999年（平成11年）8月 - 事業拡大のため本社を札幌市中央区大通西5丁目11番地に移転
- 2000年（平成12年）
  - 9月 - 同社を存続会社として、アイ・ティ・シェアリング株式会社、株式会社デューク、株式会社リレーシステムズの3社と合併。社名を株式会社ソフトコムに変更。札幌オフィスおよび東京オフィスを開設
  - 12月 - 資本金を9,000万円に増資
- 2001年（平成13年） 4月 - for Java 札幌テクノロジーセンターの設立に参画
- 2002年（平成14年） 4月 - 株式会社テクノフェイスに出資
- 2004年（平成16年）
  - 3月 - 経済産業省制定システムサービス企業（SI〈システムインテグレータ〉）に登録
  - 5月 - 事業拡大のため、本社を現在地に移転
  - 11月 - 北海道主催、北海道経済産業局等後援の北海道「元気の素」企業50社に選定。札幌商工会議所主催 「北の起業家表彰」 で「優秀賞」を受賞
- 2006年（平成18年）11月 - プライバシーマーク取得
- 2007年（平成19年） 3月 - マイクロソフト社と「認定パートナー（Microsoft Certified Partner）」パートナーシップを締結
- 2009年（平成21年）11月 - 事業拡大のため東京事業所を東京都港区赤坂2丁目15番16号に移転
- 2011年（平成23年） 4月 - リコーITソリューションズ株式会社に全株式を譲渡
- 2014年（平成26年）12月 - 情報セキュリティマネジメントシステム（ISMS）ISO/IEC 27001認証取得

## 主力事業
- システムインテグレーションサービス
- ITコンサルティングサービス
- 自社製品開発
- ASPサービス
- ビジネス／システムアウトソーシングサービス

## ニアショア
ニアショアとは、日本国内の地方拠点へのアウトソーシングの事を言う。中国やインド、ベトナム等へのオフショアビジネスの対案として、北海道へのアウトソーシングモデルを“ニアショア”と位置づけ、オフショアビジネスの様々な課題をニアショアにて解決するサービスを提供している。オフショアに比べて人件費が劇的に軽減する訳では無いが、ニアショアならではの利点は多い。オフショアでは言語と文化の壁がある事に加え、開発中の仕様変更を柔軟に対応することが困難であることが多く、委託できる部分は限定される。その点、ニアショアはオフショアに向かない性質の仕事もでき、『気心の知れた日本人』に業務を委託する安心感がある。ここ数年沖縄のコールセンターや北海道の開発拠点など増えており、地域経済の活性化という面で行政が後押しを始めている。

## オリジナルブランド
ソリューションサービス
- Nearshore®（ニアショア）

自社開発パッケージ製品（commSeries）
- Portcomm®（プラットフォームを選ばないグループウェア）
- Paycomm®（Webを利用した給与明細デリバリシステム）
- Postcomm®（Javaで作られた高機能WEBメールシステム）
- Strucomm®（Webアプリケーション・フレームワーク）
- SQLcomm®（PostgreSQLのための開発・管理支援ツール ）

ASP・Saas
- Portcomm®（グループウェア）
- Paycomm®（給与明細デリバリシステム）
- commdrive（大容量ファイル転送サービス）

iPadアプリケーション
- commBoard（チームによるアイデア創出サポートツール）

iPhoneアプリケーション
- commFlip（シンプルな神経衰弱ゲーム）